# Sid Meier
Sidney K. Meier, född 24 februari 1954 i Sarnia, Ontario, Kanada, är en datorspelsutvecklare med  turordningsbaserad strategi som specialitet. 
Meier är en av grundarna av Microprose och han gjorde en av de första flygsimulatorerna, F-15 Strike Eagle. Han har även gjort andra sorters simulatorer, till exempel ubåtssimulatorn Silent Service. Det var dock med spelet Pirates! till Commodore 64 som han blev känd för den stora massan. Efter Pirates! fortsatte Meier att utveckla flygsimulatorer, däribland F-19 Stealth Fighter. 1996 lämnade Meier MicroProse och bildade Firaxis Games tillsammans med Jeff Briggs och Brian Reynolds.
De spel Meier är mest känd för är dock utan tvivel Civilization-spelen. Den 14 april 2014 berättade spelutgivaren 2K att Civilization-serien nu var uppe i 21 miljoner sålda spel och flera spel i serien har av många tidskrifter utsetts till några av tidernas bästa spel alla kategorier. Meiers förkärlek för strategispel sträcker sig dock långt, vilket syns i bland annat Railroad Tycoon där man driver ett eget gods- och passagerarföretag i tågindustrin.
Numera arbetar Meier på det egengrundade företaget Firaxis där han har fortsatt arbetet med sina strategispel och några av hans senare titlar är Alpha Centauri, Civilization V, Civilization: Beyond Earth", Sid Meier's Gettysburg! och "Sid Meier's Starships"
Han var en av de första spelutvecklarna som satte sitt eget namn på spelförpackningen, till exempel Sid Meier's Civilization. Detta kan antas vara en bidragande orsak till den rockstjärneliknande status han hade bland datorspelare under slutet av 1980-talet och början av 1990-talet.

## Urval av spel med Sid Meiers medverkan
- Solo Flight (1984)
- F-15 Strike Eagle (1985)
- Silent Service (1985)
- Sid Meier's Pirates! (1987) (2004)
- F-19 Stealth Fighter (1988)
- Covert Action (1990)
- Sid Meier's Railroad Tycoon (1990)
- Civilization (1991)
- Colonization (1994)
- Civilization II (1997)
- Sid Meier's Gettysburg! (1997)
- Sid Meier's Alpha Centauri (1999)
- Civilization III (2001)
- SimGolf (2002)
- Civilization IV (2005)
- Sid Meier's Railroads! (2006)
- Sid Meier's Civilization Revolution (2008)
- Civilization V (2010)
- Civilization: Beyond Earth (2014)
- Civilization VI (2016)